# BRL-52537
BRL-52537 je lek koji deluje kao potentan i visoko selektivan κ-opioidni agonist. On je pokazao neuroprotektivno dejstvo u studijama na životinjama, i koristi se za istraživanje potencijalnih tretmana za moždani i srčani udar, kao i za neka uopštenija istraživanja mozga.

## Spoljašnje veze
|  | Molimo Vas, obratite pažnju na važno upozorenje u vezi sa temama iz oblasti medicine (zdravlja). |